# Crni vrh (Vilaja)
Crni vrh (739 m n. m.) je nejvyšší hora vápencového pohoří Vilaja ve střední části chorvatské Dalmácie. Nachází se nad vesnicí Prapatnica na území Splitsko-dalmatské župy asi 11 km severozápadně od města Trogir a 17 km severovýchodně od města Rogoznica. Leží v hřebeni, kde na jihovýchodě sousedí s vrcholem Širištak (705 m) a na severozápadě s vrcholem Bulina greda (648 m). Na vrcholu je betonový geodetický sloup a schránka s vrcholovou knihou a razítkem. Z vrcholu je výhled na pohoří Dinara, Svilaja, Kamešnica, Biokovo, Mosor, Kozjak, Opor a Labištica.

## Přístup
- Prapatnica → Crni vrh (1:30 h)